# 스킵트레이스: 합동수사
《스킵트레이스: 합동수사》(영어: Skiptrace, 중국어 간체자: 绝地逃亡, 정체자: 絕地逃亡, 병음: Jué Dì Táo Wáng)는 2016년 공개된 미국, 중국, 홍콩의 합작 영화이다.

## 출연
- 재키 챈 : 베니 챈 역
- 조니 녹스빌 : 코너 왓츠 역
- 판빙빙 : 사만다 역
- 증지위 : 융 역
- 이브 토레스 : 다샤 역
- 조문선 : 빅터 웡 역
- 왕민덕 : 탕 역
- 폴 필립 클락 : 러시아 갱스터 1 역
- 테무르 마미사스빌리 : 러시아 갱스터 2 역
- 연정훈 : 존 잘 윌리 역
- 자이 데이 : 블라디미르 역